# Caracol Sports
Caracol Sports es un bloque deportivo colombiano producido y emitido por la señal principal de Caracol Televisión y la señal de Caracol HD2 de la televisión digital terrestre.

## Historia
Nació el 23 de julio de 2021, con el inicio de los Juegos Olímpicos de Verano de Tokio 2020 con la marca de Caracol Sports.
La producción ganó el Premio India Catalina 2022 a mejor producción deportiva.

## Eventos transmitidos actualmente

### Ciclismo
- París-Niza
- Vuelta a Cataluña
- Giro de Italia
- Tour de Francia
- La Vuelta a España[1]

### Golf
- PGA Tour

### Fútbol
- Gol Caracol

### Baloncesto
- NBA

### Eventos Multideportivos
- Juegos Olímpicos Tokio 2020[4]
- Juegos Olímpicos de Invierno Pekín 2022[5]
- Juegos Olímpicos de París 2024
- Juegos Olímpicos de Milán-Cortina d'Ampezzo 2026
- Juegos Olímpicos de Los Ángeles 2028.

### Motociclismo
- MotoAmerica

### Rally raid
- Rally Dakar

### Otros programas
- Tribuna caliente
- Gol caracol retro
- Foto finish
- Caracol Sportcast
- Jugada maestra

## Periodistas
| - Carlos Alberto Morales - Pepe Garzón - José Ángel Rincón - Georgina Ruiz Sandoval "Goga" - Álvaro Martín - Javier Hernández Bonnet - Ricardo Orrego - Gonzalo "Chalo" Parra - Jhon Jaime Osorio - Santiago Botero - Carlos "El coach" Morales - Carlos de la Pava - Carlos Ospina - Juan Manuel Correa - Óscar Javier Ostos - Gianmarco Sotelo | - Jhonsson Rojas - Mauricio Molano - Jhon Jairo Reyes - Duber Uribe - Juan Pablo Hernández - Marina Granziera - Ana María Navarrete - José Alejandro Acuña - Eduardo Ahumada - Jhonny Romero - Marcela Monsalve - Colleen Jaimes |